# Illa Martín García

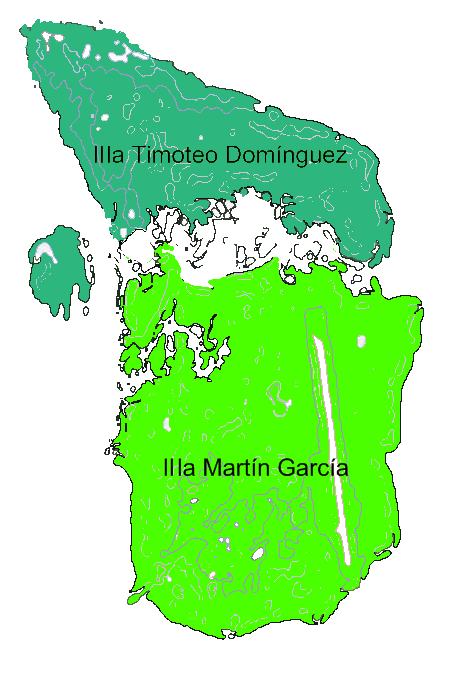
Illes Timoteo Domínguez (Uruguai) i Martín García (Argentina), envoltades per aigües uruguaianes.

L'illa Martín García és una illa de l'Argentina que es troba al Riu de la Plata, que aquest país comparteix amb l'Uruguai. Segons l'acta de resolució, firmada pels dos països en els anys 1960, dividirien les illes del Riu de la Plata de la següent forma: aquelles ubicades en direcció sud-oest, quedarien sota jurisdicció argentina mentre que les restants, al nord-est, pertanyerien a l'Estat uruguaià.
L'illa Martín García, ubicada en aigües territorials uruguaianes, pertany a l'Argentina d'acord amb l'article 45 del Tractat del Riu de la Plata. A tan sols uns metres de l'illa Martín García s'ubica l'illa Timoteo Domínguez, una mica inferior en superfície i adjudicada a l'Uruguai pel mateix tractat.
La comunicació entre ambdós illots es facilita per una xarxa sovint coneguda com a Hidrovia Martín García - Timoteo Domínguez. Aquesta proximitat ha facilitat, d'altra banda, la unió política i comercial entre els dos països que exerceixen sobirania sobre l'estuari del Riu de la Plata.